# Saint Michel United FC
El Saint Michel United Football Club és un club de futbol de la ciutat de Roche Caiman, Seychelles.
Va ser fundat l'any 1996.

## Palmarès

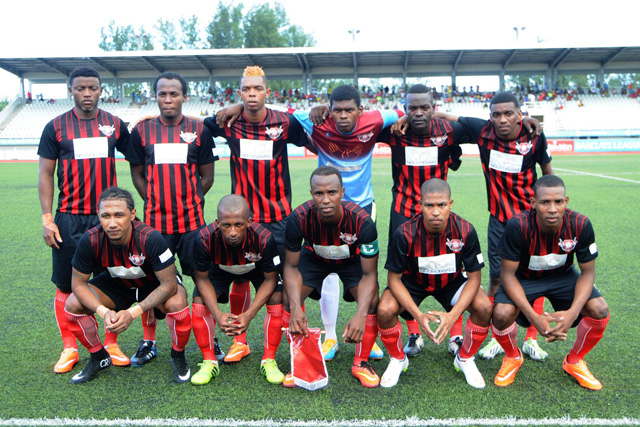
St Michel United el 2015 a la CAF Champions League.

- Lliga seychellesa de futbol:[5]

1996, 1997, 1999, 2000, 2002 (shared), 2003, 2007, 2008, 2010, 2011, 2012, 2014, 2015.
- Copa seychellesa de futbol:[6]

1997, 1998, 2001, 2006, 2007, 2008, 2009, 2011, 2013, 2014, 2016.
- Copa de la Lliga seychellesa de futbol:[6]

2004, 2008, 2009, 2010, 2011.
- Copa President seychellesa de futbol:[6]

1996, 1997, 1998, 2000, 2001, 2006, 2007, 2009, 2010, 2011.2017